# تلكوم اندونيسيا
تلكوم اندونيسيا  (إختصاراً بالعربية:. شركة الاتصالات العامة المحدودة المملوكة للدولة في إندونيسيا  ) والتي تم اختصارها رسميًا إلى بي تي تيلكوم إندونيسيا (بيرسيرو) تي بي كيه ، هي مجموعة شركات اتصالات إندونيسية متعددة الجنسيات  يقع مقرها الرئيسي في باندونج ومقرها التشغيلي في مجمع تلكوم لاندمارك في جاكرتا .  الشركة مدرجة في بورصة إندونيسيا ولديها إدراج ثانوي في بورصة نيويورك . تمتلك حكومة إندونيسيا أكثر من نصف أسهمها القائمة .
الشركة لديها خطوط أعمال رئيسية في مجال الهاتف الثابت والإنترنت واتصالات نقل البيانات . يتم تشغيلها باعتبارها الشركة الأم لمجموعة تلكوم اندونيسيا، التي تعمل في مجموعة واسعة من الأعمال التي تتكون من الاتصالات والوسائط المتعددة والعقارات والخدمات المالية . منذ عام 2008، بدأت تلكوم اندونيسيا في تغيير تركيز أعمالها وبنيتها التحتية وأنظمتها وتنظيمها ومواردها البشرية، بالإضافة إلى ثقافة الشركة، في محاولة لمواجهة المنافسة المتزايدة.
بعد الخصخصة في عام 1995، نمت قاعدة المستهلكين الإجمالية لشركة تلكوم اندونيسيا بنسبة 7.8% في عام 2010 لتصل إلى 129.8 مليون عميل في نهاية ديسمبر 2011، مما يجعل الشركة أكبر مزود لخدمات الاتصالات في البلاد من حيث عدد المشتركين.

## روابط خارجية
- الموقع الرسمي
- Telkom Indonesia Business Structure
- Financial and Operational Facts